# Arrondissement de Königsberg

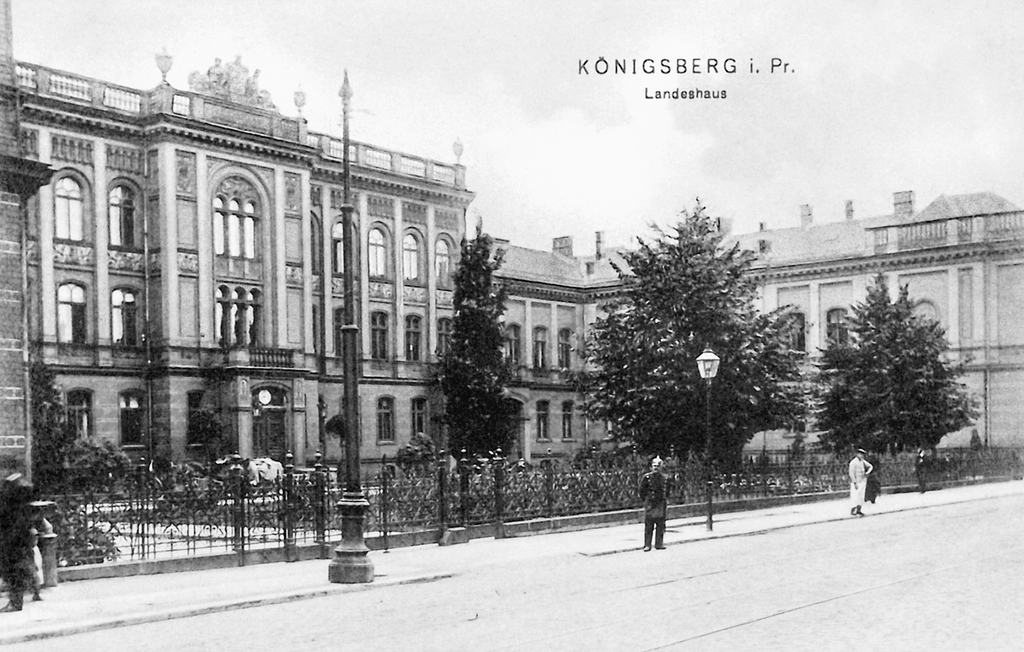
Maison d'État avec bureau de l'arrondissement à Königsberg

L'arrondissement de Königsberg est un arrondissement du district de Königsberg en Prusse-Orientale de 1818 à 1939. Le bureau de l'arrondissement est dans la ville de Königsberg. En 1910 l'arrondissement compte 45 054 habitants sur une superficie de 1 022 km2.

## Histoire
Depuis la réforme des arrondissements de Prusse-Orientale de 1752, la plus grande partie du territoire du futur arrondissement de Königsberg appartient à l'ancien arrondissement de Schaaken. Celui-ci comprend les anciens bureaux principaux de Prusse-Orientale de Schaaken (de), Fischhausen et Neuhausen. En 1800, l'arrondissement  de Schaaken a une superficie d'environ 1 920 km2 et 106 587 habitants, y compris la ville de Königsberg.
Dans le cadre des réformes administratives prussiennes, "l'ordonnance pour l'amélioration de l'établissement des autorités provinciales" du 30 avril 1815 rend nécessaire une réforme complète des arrondissements dans toute la Prusse-Orientale, car les arrondissements créés en 1752 se sont révélés inadaptés et trop grands. Le 1er février 1818, le nouveau arrondissement de Königsberg est créé dans le district de Königsberg dans la province prussienne de Prusse-Orientale à partir de la partie orientale de l'arrondissement de Schaaken et de la partie nord de l'ancien arrondissement de Brandebourg.
L'arrondissement comprend initialement le territoire des paroisses d'Arnau, Borchersdorf (de), Haffstrom (de), Heiligenwalde (de), Juditten, Löwenhagen (de), Ludwigswalde (de), (Adlig) Neuendorf (de) et Steinbeck (de), Neuhausen, Postnicken (de), Powunden (de), Ottenhagen (de), Quednau (de), Schaaken (de), Schönwalde (de) et Seligenfeld (de).
Le 1er avril 1819, le territoire des paroisses de Lichtenhagen (de) et Mahnsfeld (de) de l'arrondissement de Kreuzburg (de) est incorporée à l'arrondissement. La ville de Königsberg n'appartient pas à l'arrondissement, mais forme son propre arrondissement urbain avec ses environs immédiats.
En mai 1828, les zones rurales de l'arrondissement de la ville de Königsberg sont reclassées dans l'arrondissement.
Depuis le 3 décembre 1829, l'arrondissement fait partie de la nouvelle province de Prusse, dont le siège est à Königsberg. Après la division de la province de Prusse en deux nouvelles provinces, la Prusse-Orientale et la Prusse-Occidentale, l'arrondissement de Königsberg devient partie intégrante de la Prusse-Orientale le 1er avril 1878.
Le 23 octobre 1886, la propriété de Dichtenwalde est transférée de l'arrondissement de Königsberg à l'arrondissement de Preußisch Eylau. Le 1er juillet 1891, les districts de domaine de Julienhöhe (de) et Willmanns sont transférés de l'arrondissement de Königsberg à l'arrondissement de Labiau.
Le 1er avril 1905, les communes rurales de Ponarth et de Tragheimsdorf ainsi que les communes de Karolinenhof, Mühlenhof (de) et Rosenau (de) sont rattachées à la ville de Königsberg. Le 16 juin 1927, les communes rurales de Cummerau, Devau, Juditten (de) et Neuhufen ainsi que les districts de domaine de Contienen (de), Friedrichswalde, Großer Exerzierplatz, Maränehof, Rathshof et Speichersdorf (de) rejoignent également la ville de Königsberg. Le 15 novembre 1928 les domaines de Ballieth et de Jerusalem (de) et le 1er janvier 1929, les districts de domaine de Groß Holstein et Spandienen (de) sont intégrés à la ville de Königsberg.
Le 30 septembre 1929, une réforme territoriale a lieu dans l'arrondissement de Königsberg, conformément à l'évolution du reste de l'État libre de Prusse, au cours de laquelle tous les districts de domaine jusqu'alors indépendants sont dissous et attribués à des communes voisines
Le 1er avril 1939, l'arrondissement est dissous. Les communes d'Adlig Neuendorf (de), Beydritten, Charlottenburg, Haffstrom (de), Lauth (de), Metgethen, Moditten, Prappeln (de), Quednau (de), Schönfiß (de), Seligenfeld (de) et Stiegehnen sont incorporées à la ville de Königsberg. La commune de Gunthenen (de) est incorporée à Korreynen et la commune de Twergaiten (de) à Powunden. Toutes les paroisses restantes sont intégrées au nouveau arrondissement du Samland.
Vers la fin de la Seconde Guerre mondiale, l'arrondissement est occupé par l'Armée rouge au printemps 1945 puis passe sous administration soviétique. Aujourd'hui, l'ancien territoire de l'arrondissement appartient à l'oblast russe de Kaliningrad.

## Évolution de la démographie
| Année | Habitants | Source |
| ----- | --------- | ------ |
| 1818  | 25 090    | [ 5 ]  |
| 1846  | 40 454    | [ 6 ]  |
| 1871  | 48 218    | [ 7 ]  |
| 1890  | 55 067    | [ 8 ]  |
| 1900  | 62.112    | [ 8 ]  |
| 1910  | 45 054    | [ 8 ]  |
| 1925  | 50 991    | [ 8 ]  |
| 1933  | 49 239    | [ 8 ]  |

## Politique

### Administrateurs de l'arrondissement

#### Arrondissement de Schaaken
- 1752–176100Carl Wilhelm von Massenbach[9]
- 1763–177000Friedrich Albrecht von Borck (de)[9]
- 1770–177100Carl Friedrich Ludwig von Gaudi (de)[9]
- 1771–180200Julius Wilhelm Albrecht von Ostau (de)[9]
- 1803–181000Friedrich Ludwig von Bolschwing[9]

#### Arrondissement de Königsberg
- 1818–183800Friedrich Aegidius von Ostau
- 1838–185000Eugen von Dönhoff
- 1838–185000Rudolf von Auerswald
- 1850–185100Jachmann
- 1851–185600von Wegnern
- 1856–186200Alfred Jachmann (de)
- 1862–190000Otto Karl von Hüllessem-Meerscheidt (de)
- 1900–190700Adolf Tortilowicz von Batocki-Friebe
- 1907–191600Manfred von Brünneck-Bellschwitz (de)
- 1916–191700Tielsch
- 1917–191800zu Solms-Laubach
- 1918–193300Konrad von der Goltz (de)
- 1933–193400Paul Hoffmann (de)
- 1934–193600Roland Siegel
- 1936–193900Klaus von der Groeben

### Bureau de l'arrondissement
Le siège de l'administration est à Schaaken (de) jusqu'en 1880, date à laquelle le bâtiment du 56 de la Königstrasse est acheté à Königsberg. Une famille noble l'a construit vers 1700 pour en faire une habitation urbaine. Il mesure environ 30 mètres de large et est classé monument historique, tout comme la Kreissparkasse voisine. L'escalier en chêne menant à l'étage supérieur est richement décoré de motifs de chasse, de rinceaux et de feuilles. L'achat d'un terrain permet de créer suffisamment d'espace pour l'extension de la construction. Après la Première Guerre mondiale, les tâches de l'administration de l'arrondissement ne cessèrent d'augmenter. En 1939, les services de l'État et des communes comptent près de 200 employés .

### Élections
Dans l'Empire allemand, l'arrondissement de Königsberg ainsi que l'arrondissement de Fischhausen composent la Quatrième circonscription du district de Königsberg. La circonscription est généralement remportée par des candidats conservateurs.
- 1871 : Otto Karl von Hüllessem-Meerscheidt (de), Parti conservateur allemand
- 1874 : Alfred Siegfried, Parti national-libéral
- 1876 : Anton von der Goltz, Parti conservateur allemand
- 1877 : Otto Tortilowicz von Batocki-Friebe, Parti conservateur allemand
- 1878 : Otto Tortilowicz von Batocki-Friebe, Parti conservateur allemand
- 1881 : Karl August von Dönhoff, Parti conservateur allemand
- 1884 : Karl August von Dönhoff, Parti conservateur allemand
- 1887 : Karl August von Dönhoff, Parti conservateur allemand
- 1890 : Karl August von Dönhoff, Parti conservateur allemand
- 1893 : Karl August von Dönhoff, Parti conservateur allemand
- 1898 : Karl August von Dönhoff, Parti conservateur allemand
- 1903 : Richard zu Dohna-Schlobitten, Parti conservateur allemand
- 1907 : Richard zu Dohna-Schlobitten, Parti conservateur allemand
- 1912 : Franz Bartschat, Parti populaire progressiste

### Constitution communale
Depuis le XIXe siècle, l'arrondissement de Königsberg est divisé en villes, en communes rurales et en districts de domaine. Avec l'introduction de la loi constitutionnelle prussienne sur les communes du 15 décembre 1933 ainsi que le code communal allemand du 30 janvier 1935, le principe du leader est appliqué au niveau municipal. Une nouvelle constitution d'arrondissement n'est plus créée; Les règlements de l'arrondissement pour les provinces de Prusse-Orientale et Occidentale, de Brandebourg, de Poméranie, de Silésie et de Saxe du 19 mars 1881 restent applicables.

## Communes
À la fin de son existence, le 31 mars 1939, l'arrondissement de Königsberg comprend 109 communes et deux districts de domaine non habités :
| - Adlig Neuendorf (de) - Altenberg (de) - Arnau (de) - Aweyken - Bergau (de) - Berthaswalde - Beydritten (de) - Birkenwalde (de) - Bledau (de) - Borchersdorf (de) - Brasdorf (de) - Bulitten (de) - Charlottenburg - Damerau (de) - Dopsattel (de) - Dorben - Dossitten (de) - Eythienen (de) - Friedrichstein (de) - Lagune de la Vistule, district de domaine - Fuchsberg (de) - Fuchshöfen (de) - Gallgarben (de) - Gamsau (de) - Godrienen (de) - Gollau (de) - Groß Barthen (de) - Groß Lindenau (de) | - Groß Ottenhagen (de) - Gunthenen (de) - Gutenfeld (de) - Haffstrom (de) - Heidemaulen - Heidewaldburg (de) - Heiligenwalde (de) - Horst - Jäskeim - Jungferndorf (de) - Kalkeim - Karmitten (de) - Klein Ottenhagen (de) - Knöppelsdorf (de) - Kobbelbude (de) - Konradswalde (de) - Korreynen (de) - Kraußen (de) - Kropiens (de) - Kuikeim (de) - Lagune de Courlande, district de domaine - Langendorf (de) - Lauth (de) - Legden (de) - Lichtenhagen (de) - Liska-Schaaken (de) - Lobitten (de) - Löwenhagen (de) | - Ludwigswalde (de) - Mahnsfeld (de) - Mandeln - Mantau - Maulen - Metgethen - Moditten - Molsehnen (de) - Neu Lindenau - Neuendorf (Kurisches Haff) (de) - Neuhausen - Neuhof - Nickelsdorf (de) - Norgehnen (de) - Palmburg (de) - Perwissau (de) - Pogauen (de) - Poggenpfuhl (de) - Postnicken (de) - Powunden (de) - Prappeln (de) - Prawten - Quednau (de) - Ramsen (de) - Schaaksvitte (de) - Schmiedehnen (de) - Schönfließ (de) - Schönmohr (de) | - Schönwalde (de) - Seewalde (de) - Seligenfeld (de) - Sperlings (de) - Stantau (de) - Steinbeck (de) - Steinort - Stiegehnen - Sudnicken (de) - Thiemsdorf (de) - Trömpau (de) - Trutenau (de) - Twergaiten (de) - Uggehnen (de) - Waldau (de) - Waldburg - Wardienen - Wargienen (de) - Weißenstein (de) - Wernsdorf - Wickbold (de) - Willkeim (de) - Willkühnen - Wolfsdorf (de) - Worienen - Wundlacken - Ziegelau |

Communes dissoutes avant 1939
| - Altsitt, le 1er octobre 1929 à Norgehnen - Bollgehnen, transformé en district de domaine en 1897 - Darienen, 1909 au district de domaine de Bledau - Devau (de), le 16 juin 1927 à la ville de Königsberg - Dogehnen, le 1er octobre 1935 à Gallgarben - Friedrichswalde, le 1er octobre 1929 à Norgehnen - Fünflinden (de), le 1er avril 1937 à Mantau - Germehnen, 1895 au district de domaine de Sudnicken - Ginthieden, le 1er octobre 1935 à Sudnicken - Groß Possindern (de), le 1er septembre 1928 à Willkühnen - Heyde-Wundlacken, le 29 mars 1906 au district de domaine de Wundlacken - Juditten (de), le 16 juin 1927 à la ville de Königsberg - Kalthof, le 1er avril 1905 à la ville de Königsberg - Kirschappen, 1895 au district de domaine de Sudnicken - Klein Barthen, le 1er avril 1935 à Birkenwalde - Kleinheide, le 1er avril 1938 à Neuhausen - Klein Hohenhagen, le 28 novembre 1906 au district de domaine de Groß Barthen - Königlich Perwissau (de), transformé en district de domaine le 4 septembre 1905 - Köllmisch Wargienen (de), 1901 in einen Gutsbezirk umgewandelt - Königlich Gallgarben (de), le 1er septembre 1928 à Gallgarben - Königlich Sudau, le 1er septembre 1928 à Molsehnen - Konradsvitte, le 1er septembre 1928 à Steinort - Kummerau (de), le 16 juin 1927 à la ville de Königsberg - Lawsken, le 1er avril 1910 à Juditten - Mittel Hufen, le 1er avril 1905 à la ville de Königsberg - Neidtkeim, le 1er septembre 1928 à Dossitten - Neu Legden, le 1er septembre 1928 à Legden - Neufitte, le 1er septembre 1928 à Dorben | - Neuhufen, le 16 juin 1927 à la ville de Königsberg - Oblitten, le 1er septembre 1928 à Heiligenwalde - Plöstwehnen (de), le 1er octobre 1934 à Willkeim - Ponarth, le 1er avril 1905 à la ville de Königsberg - Pregelswalde, le 1er septembre 1928 à Spohr - Rachsitten, le 1er janvier 1935 à Prawten - Reichenhagen, le 1er janvier 1935 à Friedrichstein - Rogahnen (de), le 15 novembre 1928 à Pogauen - Rosengarten, le 1er avril 1935 à Worienen - Sand bei Löwenhagen, le 1er septembre 1928 à Groß Barthen - Sand bei Schaaken, le 1er septembre 1928 à Schaaksvitet - Schäferei, le 22 avril 1925 à Seewalde - Seewiesen, le 1er avril 1935 à Birkenwalde - Sensen, le 1er octobre 1934 à Knöppelsdorf - Spohr, le 1er avril 1936 à Friedrichstein - Stangau (de), le 1er septembre 1928 à Fuchshöfen - Steinbeckellen, le 1er juillet 1935 à Horst - Stombeck, le 1er octobre 1934 à Willkeim - Tarpienen, le 1er septembre 1928 à Molsehnen - Tragheimsdorf, le 1er avril 1905 à la ville de Königsberg - Trausitten, le 1er avril 1938 à Neuhausen - Tromitten, le 1er septembre 1928 à Fünflinden - Tropitten (de), transformé en district de domaine le 10 avril 1911 - Vorderhufen, le 1er avril 1905 à la ville de Königsberg - Wangitt, le 1er avril 1938 à Heyde-Waldburg - Wangnicken (de), dissous le 4 mars 1913 - Warthen (de), le 1er septembre 1928 à Wundlacken |

Changements de nom
- 1931 Königlich Neuendorf → Neuendorf (Kurisches Haff)
- 1938 Heyde-Maulen → Heidemaulen
- 1938 Heyde-Waldburg → Heidewaldburg

## Personnalités liées à l'arrondissement
- Arthur von Knobloch (1825-1901), homme politique mort à Krumteich (de).
- Martin Kähler (1835-1912), théologien né à Neuhausen.
- Gerhard Feyerabend (1898-1965), général né à Dopsattel (de)